# 万泰尔斯布尔 (摩泽尔省)
万泰尔斯布尔（法語：Wintersbourg）是法国摩泽尔省的一个市镇，属于萨尔堡区（Sarrebourg）法尔斯堡县（Phalsbourg）。该市镇总面积3.95平方公里，2009年时的人口为237人。

## 人口
万泰尔斯布尔人口变化图示